# باب مسيلة (بوردة)
باب مسيلة هو دُوَّار يقع بجماعة فناسة باب الحيط، إقليم تاونات، جهة فاس مكناس في المملكة المغربية. ينتمي الدوّار لمشيخة بوردة التي تضم 5 دواوير. يقدر عدد سكانه بـ 363 نسمة حسب الإحصاء الرسمي للسكان والسكنى لسنة 2004.

## روابط خارجية
- البوابة الوطنية للجماعات الترابية
- المندوبية السامية للتخطيط